# Arcadio López
Arcadio López (né le 15 septembre 1910 et mort le 12 avril 1972) était un joueur international de football argentin qui évoluait défenseur.

## Biographie
Il commence sa carrière au Club Atlético Lanús à la fin des années 1920, où il reste jusqu'en 1934. Entre 1931 et 1934 puis à son retour en 1942, il joue avec les « granate » 29 matchs pour 11 buts marqués. En 1934, il rejoint le Sportivo Buenos Aires (équipe de la Liga Amateur), où ses bonnes prestations lui valent d'être convoqué en sélection argentine pour jouer la coupe du monde 1934 en Italie. En 1935, son équipe passe en Segunda División profesional. López y joue un match pour un but, et est ensuite transféré au Club Ferro Carril Oeste de Buenos Aires, où il reste jusqu'en 1937, jouant 65 matchs et marquant un but. 
Lorsqu'il évoluait à Lanús, il était considéré comme un marqueur solide et un bon joueur technique. Le grand club du CA Boca Juniors le contacte donc pour s'attacher ses services.
En 1940, il est champion d'Argentine avec Boca, avec qui il joue 59 matchs.